# Imlay City
Imlay City es una ciudad ubicada en el condado de Lapeer en el estado estadounidense de Míchigan. En el Censo de 2010 tenía una población de 3597 habitantes y una densidad poblacional de 586,74 personas por km².

## Geografía
Imlay City se encuentra ubicada en las coordenadas 43°1′1″N 83°4′35″O / 43.01694, -83.07639. Según la Oficina del Censo de los Estados Unidos, Imlay City tiene una superficie total de 6.13 km², de la cual 6.13 km² corresponden a tierra firme y (0%) 0 km² es agua.

## Demografía
Según el censo de 2010, había 3597 personas residiendo en Imlay City. La densidad de población era de 586,74 hab./km². De los 3597 habitantes, Imlay City estaba compuesto por el 82.93% blancos, el 0.95% eran afroamericanos, el 0.28% eran amerindios, el 0.58% eran asiáticos, el 0% eran isleños del Pacífico, el 12.07% eran de otras razas y el 3.2% pertenecían a dos o más razas. Del total de la población el 28.97% eran hispanos o latinos de cualquier raza.